# Galium pojarkovae
Galium pojarkovae är en måreväxtart som beskrevs av Evgeniia Georgievna Pobedimova. Galium pojarkovae ingår i släktet måror, och familjen måreväxter. Inga underarter finns listade i Catalogue of Life.